# Draba bifurcata
Draba bifurcata là một loài thực vật có hoa trong họ Cải. Loài này được (C.L.Hitchc.) Al-Shehbaz & Windham mô tả khoa học đầu tiên năm 2007.